# Första italienska republiken
Första italienska republiken är en informell benämning på Italien från monarkins avskaffande 1946, till den period av politiska skandaler med efterföljande reformer som inleddes 1992.
Den nya republikens konstitution trädde i kraft den 1 januari 1948. Under 1950-talet blev Italien medlem i Nato, och med Romfördragen 1957 blev Italien en av grundarna till Europeiska ekonomiska gemenskapen.
Under 1970- och 1980-talet ökade det politiska våldet från vänster- och högerextremister, bland annat Röda brigaderna. Regeringsmakten var mycket instabil med minst ett regeringsskifte per år, mellan socialister och kristdemokrater.
Mani pulite var en korruptionshärva som avslöjades i början av 1990-talet, och ledde till politisk kollaps. Det nya politiska landskapet, dominerat av Silvio Berlusconis parti Forza Italia, kallas andra italienska republiken.